# Eva Siebert
Eva Siebert Nissen (20 de noviembre de 1980) es una sicóloga y modelo chilena. Ganadora del concurso Elite Model Look Chile 2000.

## Biografía
Nace en Isla Teja, Valdivia en 1980 y cursa sus estudios en el Instituto Alemán Carlos Anwandter de esa ciudad, viviendo junto a sus dos hermanas y sus padres Herbert Siebert y Marianne Nissen. 
Viaja a Santiago de Chile a estudiar sicología y a los 19 años es descubierta en un centro comercial e invitada a participar del concurso Elite Model Look del año 2000. Acepta la invitación y sin haber tenido experiencia previa como modelo, resulta ganadora del Elite Model Look Chile 2000 entre más de 1.700 participantes. Firma contrato con la agencia Elite Model Management e inmediatamente después, viaja a Ginebra, Suiza, para participar de la versión internacional del certamen compitiendo con más de 85 finalistas de 50 países. A partir de ese momento comienza una exitosa carrera internacional de modelo, trabajando con fotógrafos, diseñadores y estilistas de reconocimiento mundial, apareciendo en portadas de revistas y pasarelas de América Latina y Asia. Es reconocida como una de las más destacadas modelos de alta costura de Chile.
También, hay que señalar que Eva Siebert obtuvo el título de sicóloga clínica de la Universidad de los Andes.
| Predecesora: Paloma Moreno | Elite Model Look Chile 2000 | Sucesora: Renata Ruiz |